# Sekino Jun’ichirō
Sekino Jun’ichirō (japanisch 関野 凖一郎; 23. Oktober 1914 in Aomori, Präfektur Aomori bis 13. April 1988) war ein japanischer Holzschnitt-Künstler und Radierer der Yōga-Richtung.

## Leben und Werk
Sekino beendete 1932 die Mittelschule in Aomori. Er interessierte sich früh für Malerei, lernte dabei den elf Jahre älteren Munakata Shikō kennen, der auch in Aomori lebte und künstlerisch tätig war. Illustrationen, die Hasegawa Kiyoshi für das dichterische Werk von Hinatsu Kōnosuke angefertigt hatte, brachten ihn dazu, sich mit Radierung zu beschäftigen, bevor er sich dem Holzschnitt zuwandte. Seit dieser Zeit interessierte er sich auch für das japanische Puppen-Theater Bunraku. 1935 besuchten Okada Saburōsuke und Nishida Takeo (Präsident der Japanischen Schule für Radierung) Aomori, die ihm empfahlen, auf der „Teiten“ auszustellen, wo er mit einem Holzschnitt einen Preis gewann. 1936 setzte Sekino Illustrationen von Takei Takeo (1894–1983) in Holzschnitte um, eine unterstützende Rolle, die er dann öfters übernahm.
1939 zog Sekino nach Tokyo um und bildete sich unter Onchi Kōshirō weiter, in dessen Nähe er sich im Stadtteil Okikubo niederließ. Im selben Jahr wurde er Mitglied in Onchis Ichimoku-kai. Er folgte Onchi jedoch nicht auf dessen Weg in die Abstraktion. Während des Zweiten Weltkriegs konnte Sekino künstlerisch nicht tätig sein, er arbeitete daraufhin in der Wohltätigkeitsabteilung von Iwasaki Communications. Dort lernte er Kabuki-Darsteller und Bunraku-Gruppen kennen, die er bei ihren Auftritten unterstützte. Dieses Zusammentreffen bildete die Grundlage für seine späteren Drucke mit entsprechenden Themen.
Nach dem Kriege beteiligte er sich an allen Aktivitäten der Ichimoku-kai. 1950 rief er eine Studiengruppe zum Thema Radierung ins Leben, die sich 1953 formell als Gesellschaft etablierte. Ab 1955 wurde Sekino auch international bekannt, 1958 reiste er durch die USA und unterrichtete am Pratt Graphics Center (New York). 1963 unterrichtete er in den USA an der Oregon State University und an der Washington State University und stellte Lithographien her am Tamarind Institute (Albuquerque).
Sein bekanntes Porträt von Munakata fertigte er 1968 an. 1969 unterrichtet er wieder in Oregon. 1972 stellte er seine Version der 53 Stationen des Tōkaidō vor, an der er seit 1959 gearbeitet hatte. 1976 besuchte er Frankreich und Spanien, 1979 China. Seine letzte große Serie war „Auf schmalen Pfaden ins Hinterland“, angeregt durch den Text von Matsuo Bashō.

### Ehrungen
- 25. Preis „Kunstförderpreis des Kultusministers“ (芸術選奨文部大臣賞 Geijutsu senshō Mombu daijin shō, 1975)
- Kunstpreis des Kaisers (紫綬褒章 Shijūhōshō) für die „53 Stationen des Tōkaidō“, 1981
- Orden der Aufgehenden Sonne, 4. Stufe (旭日小綬章, 勲四等 Kyōjitsu shōjūshō, Kun’yontō, 1987)